# Raïon de Maladetchna
Le raïon de Maladetchna (en biélorusse : Маладэчанскі раён, Maladetchanski raïon) ou raïon de Molodetchno (en russe : Молодечненский район, Molodetchnenski raïon) est une subdivision de la voblast de Minsk, en Biélorussie. Son centre administratif est la ville de Maladetchna.

## Géographie
Le raïon couvre une superficie de 1 392,18 km2, dans l'ouest de la voblast. Il est limité au nord par le raïon de Vileïka, à l'est par le raïon de Minsk, au sud par le raïon de Valojyn) et à l'ouest par la voblast de Hrodna (raïon de Smarhon).

## Histoire
Le raïon de Maladetchna a été créé le 15 janvier 1940.

## Population

### Démographie
Les résultats des recensements de la population (*) font apparaître une baisse presque continue de la population depuis 1959. Ce déclin s'est accéléré dans les premières années du XXIe siècle :
Recensements (*) ou estimations de la population :
| 1959*  | 1970*   | 1979*   | 1989*   | 1999*   | 2009*   |
| ------ | ------- | ------- | ------- | ------- | ------- |
| 88 066 | 111 238 | 130 959 | 145 114 | 146 204 | 138 375 |

### Nationalités
Selon les résultats du recensement de 2009, la population du raïon se composait de trois nationalités principales :
- 90,03 % de Biélorusses ;
- 6,76 % de Russes ;
- 1,12 % d'Ukrainiens.

### Langues
En 2009, la langue maternelle était le biélorusse pour 73,8 % des habitants du raïon de Maladetchna et le russe pour 23,8 %. Le biélorusse était parlé à la maison par 41 % de la population et le russe par 54,6 %.